# Las Milpas
Las Milpas är en ort i Mexiko.   Den ligger i kommunen San Dionisio Ocotepec och delstaten Oaxaca, i den sydöstra delen av landet, 400 km sydost om huvudstaden Mexico City. Las Milpas ligger 1 730 meter över havet och antalet invånare är 193.
Terrängen runt Las Milpas är varierad. Runt Las Milpas är det mycket glesbefolkat, med 3 invånare per kvadratkilometer. Närmaste större samhälle är San Dionisio Ocotepec, 7,3 km norr om Las Milpas. I omgivningarna runt Las Milpas växer huvudsakligen savannskog.